# Баршевский, Арвид
Арвид Баршевский (Арвидс Баршевскис, латыш. Arvīds Barševskis; род. 20 сентября 1965 года, Краславский район Латвийская ССР, СССР) — ректор Даугавпилсского университета, с 26 апреля 2023 года председатель Латвийского совета ректоров. 24 ноября 2011 года избран академиком Латвийской академии наук, став первым академиком в Латгалии. Избран на собрании университета 6 июня 2007 года, в сентябре 2007 года утверждён Кабинетом министров ЛР. Сменил на посту Зайгу Икере по истечении её полномочий, до этого занимал пост проректора по науке. Профессор, доктор биологии возглавлял Балтийский институт колеоптерологии в составе университета, редактор научного журнала «Baltic Journal of Coleopterology».
Автор более 87 научных публикаций. Докторская работа была на тему «Austrumlatvijas skrejvaboles» («Жужелицы восточной Латвии»).
Фамилия А. Баршевскиса присвоена новому виду жуков, найденному в Испании. В честь ректора ДУ назвали второго жука, найден на Памире в Таджикистане

## Биография
С 1983 года по 1988 год — студент факультета биологии и химии Даугавпилсского педагогического института.
С 1988 года по 2003 год — преподавал в Даугавпилсском педагогическом институте (с 1993 года — университет)
С 1989 года по 1991 год изучал энтомологию в аспирантуре профильной кафедры Биологического факультета Московского государственного университета имени М. В. Ломоносова под руководством профессора, лауреата Государственной премии СССР Рустема Девлетовича Жантиева. Защитил кандидатскую диссертацию в 1991 году.
В 1994 году защитил докторскую диссертацию по биологии в Латвийском университете.
С 1999 года по 2004 год — заместитель председателя Сената Даугавпилсского университета.
С 1999 года по 2007 год — директор Балтийского института колеоптерологии.
С 1999 года по 2002 год — директор программы изучения биологии кафедры биологии Даугавпилсского университета.
С 2001 года — главный редактор научного журнала «Baltic Journal of Coleopterology» и «Acta Biologica Universitatis Daugavpiliensis».
С 2002 по 2004 год — председатель учредительного собрания Даугавпилсского университета.
С 2003 года — профессор факультета биологии Даугавпилсского университета.
С 2002 года по 2007 год — проректор по науке Даугавпилсского университета.
С 2007 года — ректор Даугавпилсского университета. Избран на собрании университета 6 июня 2007 года, в сентябре 2007 года утверждён Кабинетом министров ЛР. Сменил на посту Зайгу Икере по истечении её полномочий..
С 15 января 2010 года председатель Латвийского совета ректоров.
30 мая 2012 года переизбран на второй пятилетний срок ректором на собрании Университета 158 голосов (140 за, 4 воздержались, 14 против).
26 мая 2012 года принят почётным филистром в русскую студенческую корпорацию Fraternitas Arctica.
В январе 2018 года в пятый раз переизбран председателем Совета ректоров ЛР.
24 апреля 2018 года, после утверждения правительством ЛР, его сменила новый ректор Кокина, Ирена .
7 мая 2018 года Сенатом ДУ избран проректором по науке.
В апреле 2023 года избран 3-й раз ректором Даугавпилсского университета.
17 мая 2024 года избран в 6-й раз Председателем Совета ректоров латвийских вузов, полномочия два года.
31 мая 2024 года состоялось открытие авторской фотовыставки «Ближе к солнцу» о Марокко в стенах ЛЦБ.

## Личная жизнь

### Семья
Супруга Зелтите Баршевска, дочь Катрина.

### Увлечения
Несколько лет ведет сбор коллекции пионов, началось с приобретения первого пиона и пошло… сейчас 398 сортов.

## Награды
- Орден Трёх звёзд III степени (Латвия, 29 октября 2014 года)[13]
- Орден Дружбы (Россия, 6 июля 2010 года) — за большой вклад в укрепление и развитие российско-латвийских культурных связей и популяризацию русского языка в Латвии[14]
- Кавалер Орден Академических пальм (Франция)[15]
- 1 июля 2009 года в Люблине вручён Крест Заслуги Республики Польша за развитие польско-латвийского сотрудничества в науке[16]
- 4 июня 2010 года удостоен звания Почётный даугавпилчанин в рамках празднования 735-летия города.